# Vrije schippers

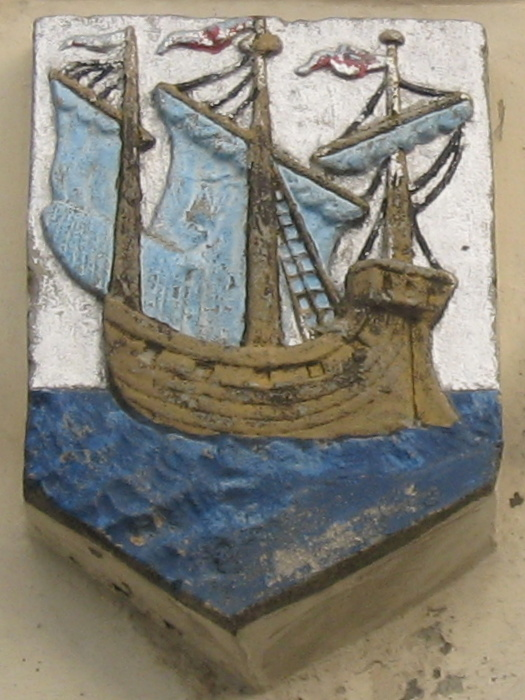
Wapenschild Gentse Vrije Schippers

De Vrije Schippers was een vanaf de 16e eeuw bestaand Gents gilde van schippers. De vrije schippers werkten voor hun eigen rekening en mochten vrijelijk de rivieren in het Graafschap Vlaanderen zoals de Schelde, de Leie en de Lieve bevaren. Er waren ook onvrije schippers; deze waren in loondienst en moesten hun goederen aan de rand van de stad overladen op de schepen van vrije schippers. Dat waren de enigen toestemming hadden om de Gentse binnenwateren te bevaren. Ook in andere plaatsen, bijvoorbeeld Vlissingen waren gildes van vrije schippers.
Bekend is het  Gildehuis der Vrije Schippers, dat zich op de Graslei in Gent bevindt. Aan de overkant van de Leie, op de Korenlei, staat het Gildehuis der Onvrije Schippers.